# 萬士亨
萬士亨（1503年—1544年），字思通，號希菴，直隸常州府宜興縣人，民籍，明朝政治人物。

## 生平
嘉靖十六年（1537年）丁酉科應天鄉試第五十名舉人，二十年（1541年）中式辛丑科會試第四名，二甲第十七名進士。授戶部四川司主事，改吏部稽勳司主事，改考功司主事、文選司主事，升稽勳司員外郎，二十三年（1544年）丁父憂，十二月初三日以哀毁卒。

## 家族
曾祖萬政；祖父萬璵；父萬吉（1482年-1544年），字克修，號古齋，桐廬縣訓導。母李氏（封安人）。具慶下。從兄萬士宏，弟萬士安、萬士和，從弟萬士寧、萬士完、萬士宜、萬士立。